# Estadio Arroyo Seco
El Estadio Arroyo Seco es un estadio de fútbol ubicado en la ciudad de Arroyo Seco, Provincia de Santa Fe. Fue propiedad del Club Social y Deportivo Real Arroyo Seco, hasta que en junio de 2008 el Club Atlético Rosario Central compró todo el predio perteneciente a dicha institución, que incluía el estadio. Cuenta con una con capacidad aproximada para 12 000 espectadores.

## Historia
El estadio fue construido por la dirigencia del Club Real Arroyo Seco; se inauguró en 2004, mismo año de la fundación de la institución. Si bien el nuevo equipo logró ascender hasta el Torneo Argentino A en poco tiempo, experimentó luego una caída generalizada en su vida institucional, por lo que su presidente Patricio Gorosito puso en venta el predio completo, siendo adquirido por Rosario Central el 27 de junio de 2008. La suma desembolsada fue de 16100000 pesos; inicialmente, Gorosito había adquirido el estadio por la suma de $ 425000, cifra que el club canalla finalmente canceló por el incumplimiento del pago por parte del mismo.

## Usos
El predio completo es utilizado casi exclusivamente para entrenamiento del plantel profesional de primera división de Rosario Central, aunque en algunas oportunidades fue alquilado a clubes del país para desarrollar sus respectivos trabajos físicos y futbolísticos.
Anteriormente, fue utilizado para disputar partidos de competición nacional como la Primera División de Argentina, cuando el Club Atlético Tiro Federal Argentino lo alquiló entre 2005 y 2006 para jugar algunos partidos de local; también para disputar los torneos Argentino A, Argentino B y Argentino C por Real Arroyo Seco Sirvió además para varios compromisos correspondientes a las ligas locales y regionales.

## Infraestructura
El estadio cuenta con una con capacidad aproximada para 12.000 espectadores; el resto del recinto cuenta con un hotel de cuatro estrellas con 17 habitaciones, empleado para concentraciones, y piletas y espacios verdes en el aspecto recreacional.